# Harry Elkins Widener

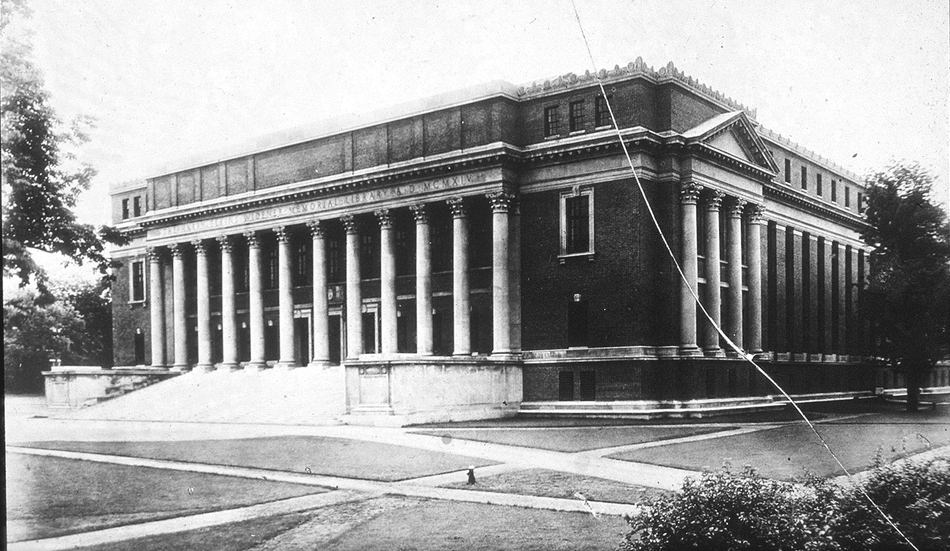
Widener Library.

Harry Elkins Widener, född 3 januari 1885 i Philadelphia, Pennsylvania, död 15 april 1912 i Atlanten, var en amerikansk affärsman och boksamlare. Han var son till George Dunton Widener och Eleanor Elkins Widener. Hans intresse för böcker väcktes då han studerade på Harvard College där han avlade examen 1907. Han var medlem i bokklubben Grolier Club.
Han omkom tillsammans med sin far vid förlisningen av Atlantångaren RMS Titanic 1912. Familjen steg på i Cherbourg och reste i första klass. Modern, som blev räddad, donerade 1915 två miljoner dollar till uppförandet av Harry Elkins Widener Memorial Library, mer känt som Widener Library vid Harvard College i Cambridge, Massachusetts. Biblioteket som stod färdigt 1914 hyser Harrys privata samling samt över tre miljoner böcker.